# Jörg Peltzer
Jörg Henning Peltzer (* 1975) ist ein deutscher Historiker, der die Geschichte des späten Mittelalters erforscht. Peltzer lehrt seit 2012 als Professor für Vergleichende Landesgeschichte in europäischer Perspektive mit dem Schwerpunkt Spätmittelalter an der Universität Heidelberg. Peltzer erforscht schwerpunktmäßig Rangordnungen als Gestaltungsprinzip politisch-sozialer Ordnung im spätmittelalterlichen Europa.

## Leben
Jörg Peltzer legte 1994 das Abitur in Ettlingen ab. Er studierte Geschichte, Historische Hilfswissenschaften und Archäologie an der Otto-Friedrich-Universität Bamberg (1994–1996) und an der Université Catholique de l’Ouest (1996–1997). Der Master of Philosophy folgte 1998 an der University of Birmingham. Peltzer wurde 2003 am Christ Church der University of Oxford promoviert mit einer Untersuchung über die Bischofswahlen in der Normandie und Groß-Anjou zwischen 1140 und 1230. Peltzer war Stipendiat an den Deutschen Historischen Instituten London und Paris. Im Jahr 2004 wechselte er nach Heidelberg an das „Institut für Fränkisch-Pfälzische Geschichte und Landeskunde“. Seit 2007 leitet er die Forschungsgruppe „Rang und Ordnung. Die Ausbildung und Visualisierung politischer und sozialer Ordnung im spätmittelalterlichen Fürstentum im europäischen Vergleich“ (RANK), die im Rahmen des Emmy Noether-Programms der Deutschen Forschungsgemeinschaft (DFG) und der Starting Grants des European Research Council gefördert wird. Erstmals überhaupt wurde damit dem Fach mittelalterliche Geschichte eine Emmy-Noether-Forschungsgruppe zugesprochen. Das Gesamtvolumen beträgt 630.000 Euro. 2009/2010 war Peltzer Senior Research Associate am Peterhouse der University of Cambridge.
Im Jahr 2011 habilitierte er sich an der Universität Heidelberg mit der Arbeit Der Rang des Pfalzgrafen bei Rhein. Die Gestaltung der politisch-sozialen Ordnung des Reichs im 13. und 14. Jahrhundert. 2012 hat Peltzer einen Ruf an die Universität Heidelberg auf eine W3-Professur für Vergleichende Landesgeschichte in europäischer Perspektive – Schwerpunkt Spätmittelalter angenommen. Seit September 2013 ist er zusammen zunächst mit Bernd Schneidmüller (bis 2020) und dann mit Romedio Schmitz-Esser (seit April 2021) Direktor des Instituts für Fränkisch-Pfälzische Geschichte und Landeskunde in Heidelberg. Im Januar 2014 hielt er in Heidelberg seine Antrittsvorlesung über fürstliche Rangerhöhungen.
Peltzer wurde 2013 der Pfalzpreis für pfälzische Geschichte und Volkskunde für seine Forschungen zu dem Rang der Pfalzgrafen bei Rhein und die Gestaltung der politisch-sozialen Ordnung des Reichs im 13. und 14. Jahrhundert verliehen. 2014 wirkte er in dem SWR-Film Die Welt der Ritter mit. Er ist Mitglied in der Kommission für geschichtliche Landeskunde in Baden-Württemberg, der Pfälzischen Gesellschaft zur Förderung der Wissenschaften, im Konstanzer Arbeitskreis für mittelalterliche Geschichte (seit 2019) und in der Academia Europaea (seit 2019).
Von der British Academy wurde Peltzer eine Global Professorship (2021–2025) verliehen. In Zusammenarbeit mit Wissenschaftlern an der University of East Anglia wird Peltzer ein großes Forschungsprojekt über Richard von Cornwall durchführen. Das Projekt wird mit knapp 750 000 Britischen Pfund gefördert.

## Forschungsschwerpunkte
Seine Arbeitsschwerpunkte sind die Sozial-, Politik- und Rechtsgeschichte im hoch- und spätmittelalterlichen Westeuropa und im Reich. Der geographische Schwerpunkt seiner Forschungen liegt insbesondere auf England, Frankreich und dem römisch-deutschen Reich. Seine Oxforder Dissertation leistet eine detaillierte Analyse der bischöflichen Wahlen in den sieben Diözesen der Kirchenprovinz Rouen und den Bistümern von Tours, Le Mans und Angers. Insgesamt werden zwischen 1140 und 1230 61 Wahlen in sieben normannischen Diözesen und zwei in der benachbarten Anjou behandelt. Dabei werden Rechtstheorie und -praxis in die lokalen Gewohnheiten mit einbezogen.
Peltzer widmete sich dem in der Mediävistik bislang weitgehend vernachlässigten Rang als zentraler Ordnungskategorie. Zur Bestimmung des Rangs einer Person wurden Rangkennzeichen und -symbole untersucht. Thematisch wurden von Peltzer und seiner Arbeitsgruppe ‚RANK‘ vor allem Fürsten im Reich des 13. und 14. Jahrhunderts erforscht. In seiner Habilitation beschäftigte er sich aufgrund der „Vielfalt ihrer Spitzenfunktionen“ mit der Stellung der Pfalzgrafen bei Rhein im politisch-sozialen Ordnungsgefüge des Heiligen Römischen Reichs im 13. und 14. Jahrhundert. Mit dieser Arbeit möchte Peltzer „die Ausdifferenzierungsprozesse im spätmittelalterlichen Hochadel besser verstehen“ und darüber hinaus „die Entwicklung der politischen Ordnung des Reichs“ erhellen. Nach Peltzer stellt Rang „eine Beziehung zwischen der Ordnung, das heißt dem übergreifenden Bezugsrahmen, und der individuellen Position des Einzelnen her“. Rang ergebe sich sowohl durch eine „Beziehung der Gleichheit“, der „Zugehörigkeit“ zu einer Gruppe, als auch durch eine „Unter-“ bzw. „Überordnung“. Rang sei „das Ergebnis eines sozialen Prozesses“, „der nicht rechtlich sanktioniert werden muss, um wirksam zu werden“; sollte der beanspruchte Rang „gesellschaftliche Wirkung entfalten, muss er durch Dritte anerkannt werden“. Rang ist ein Forschungsbegriff und tritt als Begrifflichkeit mit verschiedenen Bezeichnungen in den Quellen auf. Um den Platz des Pfalzgrafen im Reichsgefüge zu bestimmen, untersucht Peltzer zunächst die Beziehungen zum König. Die weiteren Kapitel befassen sich mit den pfalzgräflichen Würden und Ämtern. Dabei unterzieht er die pfalzgräflichen Funktionen als Richter und als Reichsvikar einer Betrachtung. Als weitere Kriterien für Rang behandelt Peltzer die Selbst- und Fremdwahrnehmung der Pfalzgrafen in Urkunden, Siegeln und Wappen. Außerdem wird das Konnubium und das Auftreten auf Reichsversammlungen und bei Hof berücksichtigt. Nach Peltzers Untersuchung ergab sich Rang eher aus sozialer Akzeptanz und weniger aus göttlicher Vorherbestimmung, Geburt oder Leistung.
Peltzer war 2015 Herausgeber eines Sammelbandes, der den Abschluss eines von der DFG und ERC geförderten Projekt zur adligen Ranggesellschaft des 13. und 14. Jahrhunderts in England, Frankreich und dem Reich markiert. Wesentliche Erkenntnis darin ist, dass sich im Lauf des Hoch- und Spätmittelalters eine zunehmend feinere Ausdifferenzierung zur Demonstration von Rang heraus bildete.
Gemeinsam mit Bernd Schneidmüller und Stefan Weinfurter gab Peltzer den Sammelband Die Wittelsbacher und die Kurpfalz im Mittelalter. Eine Erfolgsgeschichte? einer im Januar 2012 abgehaltenen Tagung heraus. Die wissenschaftliche Tagung diente zur Vorbereitung der Ausstellung der Mannheimer Reiss-Engelhorn-Museen zum Thema „Die Wittelsbacher am Rhein. Die Kurpfalz und Europa“ (2013/2014). Die Beiträge befassen sich mit den Handlungsspielräumen der Wittelsbacher und ihrer Herrschaft in der Pfalz. Peltzer gab 2015 mit Cristina Andenna, Gert Melville und Klaus Oschema einen Sammelband über Rangordnung und Idoneität in höfischen Gesellschaften des Mittelalters heraus. Dabei verfolgen Herausgeber und Autoren laut Vorwort das Ziel, „mit dem Konzept der ‚Performanz‘ einen spezifischen Zugang zur geschichtswissenschaftlichen Annäherung an zentrale Phänomene und Aspekte des (europäischen) Mittelalters zu erproben und auszuloten.“ Die Fallstudien fragen nach den Möglichkeiten und Grenzen des Performanzkonzeptes.
Peltzer veröffentlichte 2016 zum 950. Jahrestag eine Darstellung über die normannische Eroberung Englands im Jahr 1066. Für Peltzer war 1066 „wahrlich ein Schicksalsjahr  der europäischen Geschichte“. Ihm zufolge veränderte Wilhelms Eroberung „das politische Ordnungsgefüge in Nordwesteuropa dramatisch“. Im Jahr 2019 erschien von ihm eine vergleichende Studie zum Thema Rang zum römisch-deutschen Reich und England. Das Buch versteht sich als „eine Etappe auf dem Weg zu einer umfassenderen vergleichenden Arbeit zur Formierung und Visualisierung fürstlichen Rangs im römisch-deutschen Reich und in England im 13. und 14. Jahrhundert“. Darin verfolgt er am Beispiel Wilhelms V./I. von Jülich das Ziel, ein besseres Verständnis der Entwicklung und Variabilität politisch-sozialer Ordnungsmodelle im spätmittelalterlichen Europa zu leisten und dabei die europäische Perspektive stärker zu berücksichtigen. Wilhelm wurde im römisch-deutschen Reich nicht nur durch Ludwig IV. zum Reichsfürst erhoben, sondern 1340 in England von König Eduard III. zum Earl von Cambridge ernannt, und hatte damit im 14. Jahrhundert eine einzigartige Stellung inne. Mit dem Akt der Investitur mit der neuen Würde durch den König und der Verschriftlichung dieses Akts durch eine Urkunde untersucht Peltzer, „wie soziale Differenz zwischen verschiedenen adligen Rängen ausgewiesen und eingeübt wurde und welche Bilder bemüht wurden, um die Rolle der Großen sowie des Königs in den jeweiligen politisch-sozialen Ordnungen darzustellen“.
Peltzers Rangbegriff wurde in der Mittelalterforschung vielfach aufgegriffen. So hat Jürgen Dendorfer untersucht, welche neuen Perspektiven Peltzers Ansatz auf die Ausbildung des Rangs der Großen und Fürsten des 10. bis 12. Jahrhunderts erlaubt.

## Schriften (Auswahl)
Monografien
- Fürst werden. Rangerhöhungen im 14. Jahrhundert. Das römisch-deutsche Reich und England im Vergleich (= Historische Zeitschrift. Beiheft. Neue Folge, Beiheft 75). De Gruyter Oldenbourg, Berlin u. a. 2019, ISBN 978-3-11-063902-5.
- 1066. Der Kampf um Englands Krone. 3., aktualisierte Auflage. Beck, München 2023, ISBN 978-3-406-81216-3.
- Der Rang der Pfalzgrafen bei Rhein. Die Gestaltung der politisch-sozialen Ordnung des Reichs im 13. und 14. Jahrhundert (= Rank. Politisch-soziale Ordnungen im mittelalterlichen Europa. Bd. 2). Thorbecke, Ostfildern 2013, ISBN 3-7995-9122-2 (Zugleich: Heidelberg, Universität, Habilitations-Schrift, 2011).
- Canon Law, Careers, and Conquest. Episcopal Elections in Normandy and Greater Anjou, c. 1140 and c. 1230 (= Cambridge studies in medieval life and thought. Ser. 4, 71). Cambridge University Press, Cambridge u. a. 2008, ISBN 978-0-521-88062-6 (Zugleich: Oxford, Universität, Dissertation, 2003 unter dem Titel: Episcopal elections in Normandy and Greater Anjou between ca 1140 – ca 1230.) (online).

Herausgeberschaften
- mit Jürgen Dendorfer: Adeliges und fürstliches Erben im Reich (ca. 1150–1250). Recht – Praktiken – Aushandlungen (= Vorträge und Forschungen. Bd. 98). Thorbecke, Ostfildern 2025, ISBN 978-3-7995-6900-2.
- mit Jan Keupp, Sabine Klapp: 800 Jahre Stadt Annweiler. Mittelalterliche Befunde und neuzeitliche Sinnstiftungen (= Veröffentlichungen der Kommission des Landtages für die Geschichte des Landes Rheinland-Pfalz. Bd. 33). verlag regionalkultur, Ubstadt-Weiher u. a. 2021, ISBN 978-3-95505-302-4
- Rank and Order. The Formation of Aristocratic Elites in Western und Central Europe, 500–1500 (= RANK. Politisch-soziale Ordnungen im mittelalterlichen Europa. Bd. 4). Thorbecke, Ostfildern 2015, ISBN 978-3-7995-9124-9.
- mit Klaus Oschema, Cristina Andenna, Gert Melville: Die Performanz der Mächtigen. Rangordnung und Idoneität in höfischen Gesellschaften des späten Mittelalters (= RANK. Politisch-soziale Ordnungen im mittelalterlichen Europa. Bd. 5). Thorbecke, Ostfildern 2015, ISBN 978-3-7995-9125-6.
- mit Alfried Wieczorek, Bernd Schneidmüller, Stefan Weinfurter: Die Wittelsbacher und die Kurpfalz im Mittelalter. Eine Erfolgsgeschichte? Schnell + Steiner, Regensburg 2013, ISBN 978-3-7954-2645-3.
- mit Gerald Schwedler, Paul Töbelmann: Politische Versammlungen und ihre Rituale. Repräsentationsformen und Entscheidungsprozesse des Reichs und der Kirche im späten Mittelalter (= Mittelalter-Forschungen. Bd. 27). Thorbecke, Ostfildern 2009, ISBN 3-7995-4278-7.